# Asdrubal Bentes
Asdrubal Mendes Bentes (27 juillet 1939 - 27 avril 2020) est un homme politique et avocat brésilien de l'État de Pará.

## Vie
Il représente le Pará à la Chambre nationale des députés, la chambre basse du Congrès national du Brésil, pendant plusieurs mandats à partir de 1987. Plus récemment, il a siégé à la Chambre des députés pendant quatre mandats consécutifs du 1er février 2001 au 26 mars 2014. Il est également un ancien président du Paysandu Sport Club, une équipe de football brésilienne basée à Belém,.

## Décès
Asdrubal Bentes est hospitalisé dans une unité de soins intensifs de Belém pour COVID-19 lors de la pandémie de Covid-19 au Brésil le 23 avril 2020. Il est décédé des complications de la COVID-19 à l'hôpital Aberlardo Santos dans le quartier Icoaraci de Belém, le 27 avril 2020, à l'âge de 80 ans,.